# فيرتشايلد للطائرات المحدودة
فيرتشايلد للطائرات المحدودة (بالإنجليزية: Fairchild Aircraft Ltd.)‏ هي شركة كندية سابقة، تابعة لشركة لفيرتشايلد للطيران كانت تصنع الطائرات، تأسست في عام 1920. ويقع مقرها في لونغوي، كيبك.
كانت تصنع الطائرات في الفترة مابين 1920-1950. وكانت بمثابة شركة فرعية تابعة لشركة فيرتشايلد الأمريكية لصناعة الطائرات.

## وصلات خارجية
- الموقع الإلكتروني